# Saint-Hilaire-la-Gérard
Saint-Hilaire-la-Gérard ist eine Ortschaft im französischen Département Orne in der Normandie. Die bisher eigenständige Gemeinde wurde durch ein Dekret vom 28. Oktober 2018 mit Wirkung vom 1. Januar 2019 nach Mortrée eingemeindet. Das bisherige Mortrée und Saint-Hilaire-la-Gérard sind seither Communes déléguées. Nachbarorte von Saint-Hilaire-la-Gérard sind Montmerrei im Nordwesten, die Commune déléguée Mortre im Norden, Belfonds im Nordosten, Sées und La Ferrière-Béchet im Südosten, Tanville im Südwesten und Le Cercueil im Westen.

## Bevölkerungsentwicklung
| Jahr      | 1962 | 1968 | 1975 | 1982 | 1990 | 1999 | 2008 | 2016 |
| --------- | ---- | ---- | ---- | ---- | ---- | ---- | ---- | ---- |
| Einwohner | 150  | 163  | 123  | 116  | 114  | 116  | 104  | 145  |